# تتويج (شعر)

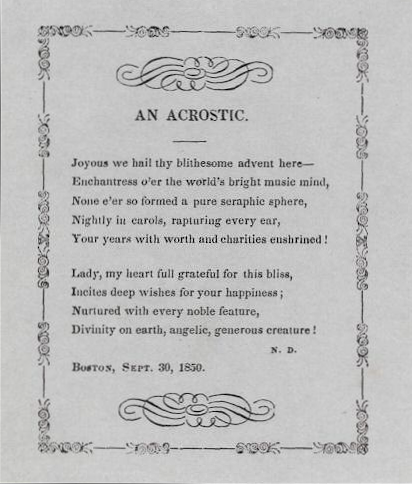

المتوجة أو المُطَرَّزة هي قصيدة ذات ترتيب خاص تشكل فيها الحروف الأولى لأحد المصراعين أو كليهما كلاماً مفهوماً.

## أمثلة

### عربية
نظم أبو بكر المسكين بن أحمد البرناوي النيجيري متوجة على حروف لا إله إلا الله: